# 코바야시 마오 (아나운서)
코바야시 마오(Mao Kobayashi, 1982년 7월 21일 ~ 2017년 6월 22일)는 일본의 뉴스 캐스터이자 배우, 탤런트 그리고 블로거이다. 니가타현 오지야시 출신으로 본명은 호리코시 마오(堀越 麻央)이다. 혼전 성씨는 고바야시(小林). 언니는 코바야시 마야(小林麻耶)이며 남편은 가부키 배우 11대 이치카와 에비조이다.

## 방송
- 태양의 노래
- 맛있는 프로포즈
- 슬로우 댄스
- 도쿄 프렌즈

## 영화
- 마리와 강아지 이야기 (2007년)
- 태양의 노래 (2006년)
- 도쿄 프렌즈 더 무비 (2006년) - 아비코 마키 역
- 슬로 댄스 (2005년)
- 도쿄 프렌즈 (2005년) - 아비코 마키 역